# Kanton Pays de Serres Sud-Quercy
Der Kanton Pays de Serres Sud-Quercy ist seit 2015 ein französischer Wahlkreis in den Arrondissements Castelsarrasin und Montauban im Département Tarn-et-Garonne in der Region Okzitanien. Der Hauptort ist Lafrançaise.

## Gemeinden
Der Kanton besteht aus 24 Gemeinden mit insgesamt 13.044 Einwohnern (Stand: 1. Januar 2022) auf einer Gesamtfläche von 568,17 km²:
| Gemeinde                         | Einwohner 1. Januar 2022 | Fläche km² | Dichte Einw./km² | Code INSEE | Postleitzahl | Arrondissement |
| -------------------------------- | ------------------------ | ---------- | ---------------- | ---------- | ------------ | -------------- |
| Belvèze                          | 221                      | 13,88      | 16               | 82016      | 82150        | Castelsarrasin |
| Bouloc-en-Quercy                 | 189                      | 14,81      | 13               | 82021      | 82110        | Castelsarrasin |
| Cazes-Mondenard                  | 1.226                    | 58,23      | 21               | 82042      | 82110        | Castelsarrasin |
| Durfort-Lacapelette              | 842                      | 35,83      | 23               | 82051      | 82390        | Castelsarrasin |
| Fauroux                          | 182                      | 13,12      | 14               | 82060      | 82190        | Castelsarrasin |
| Labarthe                         | 390                      | 23,24      | 17               | 82077      | 82220        | Montauban      |
| Lacour                           | 171                      | 14,33      | 12               | 82084      | 82190        | Castelsarrasin |
| Lafrançaise                      | 2.839                    | 50,82      | 56               | 82087      | 82130        | Montauban      |
| Lauzerte                         | 1.447                    | 44,56      | 32               | 82094      | 82110        | Castelsarrasin |
| Miramont-de-Quercy               | 307                      | 14,90      | 21               | 82111      | 82190        | Castelsarrasin |
| Montagudet                       | 197                      | 12,18      | 16               | 82116      | 82110        | Castelsarrasin |
| Montaigu-de-Quercy               | 1.295                    | 76,44      | 17               | 82117      | 82150        | Castelsarrasin |
| Montbarla                        | 160                      | 7,38       | 22               | 82122      | 82110        | Castelsarrasin |
| Puycornet                        | 772                      | 27,46      | 28               | 82144      | 82220        | Montauban      |
| Roquecor                         | 401                      | 20,55      | 20               | 82151      | 82150        | Castelsarrasin |
| Saint-Amans-de-Pellagal          | 214                      | 14,51      | 15               | 82154      | 82110        | Castelsarrasin |
| Saint-Amans-du-Pech              | 232                      | 6,76       | 34               | 82153      | 82150        | Castelsarrasin |
| Saint-Beauzeil                   | 113                      | 9,84       | 11               | 82157      | 82150        | Castelsarrasin |
| Sainte-Juliette                  | 126                      | 7,30       | 17               | 82164      | 82110        | Castelsarrasin |
| Sauveterre                       | 152                      | 17,40      | 9                | 82177      | 82110        | Castelsarrasin |
| Touffailles                      | 336                      | 24,34      | 14               | 82182      | 82190        | Castelsarrasin |
| Tréjouls                         | 221                      | 13,86      | 16               | 82183      | 82110        | Castelsarrasin |
| Valeilles                        | 244                      | 13,75      | 18               | 82185      | 82150        | Castelsarrasin |
| Vazerac                          | 767                      | 32,68      | 23               | 82189      | 82220        | Montauban      |
| Kanton Pays de Serres Sud-Quercy | 13.044                   | 568,17     | 23               | 8210       | –            | –              |